# United Red Army
United Red Army  (実録・連合赤軍 あさま山荘への道程?, Jitsuroku rengo sekigun: Asama sanso e no michi); Le vere cronache: L'Armata rossa unita – La strada verso il Monte Asama) è un film del 2007 diretto da Kōji Wakamatsu.

## Trama
Giappone, febbraio 1972. Sul monte Asama si spengono gli ultimi fuochi della rivolta messa in atto dalla falange armata dell'Esercito Rosso Giapponese, un potente movimento costituito da studenti, contadini e operai, patriottici fino all'esasperazione, tanto rossi e rivoluzionari da rendere vani i tentativi di contenimento attuati dal partito socialista e da quello comunista. Un gruppo di studenti universitari, pronti a tutto pur di combattere contro l'imperialismo americano vigente nel Sol Levante dalla fine della Seconda guerra mondiale, ingaggiano dieci giorni di lotta serrata con la polizia. Nel frattempo, però, molto prima della battaglia le lotte intestine tra i militanti stessi sfociano nella morte di 14 ribelli uccisi per mano dei loro commilitoni.

## Distribuzione
È stato distribuito in Giappone a partire dal 15 marzo 2008. Il film è stato girato con un budget di 200.000.000 yen. In Italia è stato distribuito con i sottotitoli e trasmesso da Rai 3 in versione sottotitolata nell'agosto 2011.

## Accoglienza
L'autorevole rivista del British Film Institute Sight & Sound l'ha indicato fra i trenta film chiave del primo decennio del XXI secolo.

## Riconoscimenti
- Miglior performance da Asia Pacific Screen Awards